# 곤살로 가르시아
곤살로 가르시아 토레스(스페인어: Gonzalo García Torres, 2004년 3월 24일 ~ )는 스페인의 축구 선수로 현재 라리가의 레알 마드리드에서 공격수로 활약하고 있다.